# سفيتلانا بوغينسكايا
سفيتلانا بوغينسكايا (Svetlana Boginskaya) (الروسية: Светла́на Леони́довна Боги́нская) هي لاعبة أولمبية لرياضة الجمباز من روسيا البيضاء. شاركت في الأولمبياد الصيفي في 1988–1992، وفازت بما مجموعه 5 ميداليات.

## الميداليات
| ذهب | فضة | برونز | المجموع |
| 3   | 1   | 1     | 5       |

## روابط خارجية
- سفيتلانا بوغينسكايا على موقع الاتحاد الدولي للجمباز (licence) (الإنجليزية)
- سفيتلانا بوغينسكايا على موقع الاتحاد الدولي للجمباز (biography) (الإنجليزية)
- سفيتلانا بوغينسكايا على موقع اللجنة الأولمبية الدولية (الإنجليزية)
- سفيتلانا بوغينسكايا على موقع أوليمبيديا (الإنجليزية)